# Chery Tiggo 8
La Chery Tiggo 8 è una Sport Utility Vehicle prodotta dal 2018 dalla casa automobilistica cinese Chery Automobile.

## Storia
La Tiggo 8 (codice progettuale T18) è il SUV più grande in termini di dimensioni della famiglia Tiggo; con un abitacolo a sette posti si posiziona nel segmento D. La meccanica venne progettata insieme alla Benteler sulla piattaforma T1X gia adottata dalla Tiggo 7 in una nuova versione a passo lungo. La presentazione avvenne al salone dell'automobile di Pechino nel marzo 2018 e le vendite in Cina partirono dall'estate dello stesso anno.
Esteticamente la vettura porta al debutto il nuovo family feeling stilistico adottato anche dalla più compatta Tiggo 5x con il frontale caratterizzato dalla grande calandra nera che si estende dal cofano fino ai paraurti, fanali e fendinebbia a LED e ampie cromature sia sul muso che lungo gli archi delle portiere. Nella coda è presente la fanaleria raccordata in un unico pezzo lungo tutto il baule.
L'interno presenta una plancia che nello stile richiama quella della piccola Tiggo 5X con il sistema multimediale rivolto verso il guidatore e la bocchetta d'aerazione decentrata verso il passeggero. Il nuovo sistema di infotainment a 9 pollici con schermo touchscreen sfrutta la piattaforma Chery Lion Cloud attiva in Cina che integra il navigatore e tramite connessione internet offre dei servizi di interazione con lo smartphone. Il sistema possiede anche videocamera a 360 gradi, autoradio e connettività bluetooth, ricarica wi-fi, hotspot, Apple CarPlay e Android Auto. La strumentazione è mista con due quadranti circolari per tachimetro e contagiri e in mezzo uno schermo TFT da 7 pollici che può riprodurre il navigatore o altre funzioni del sistema multimediale come la retrocamera.

### Meccanica
Lunga 4,70 metri la Tiggo 8 utilizza il telaio T1X sviluppato da Chery e Bentler, la trazione è anteriore e il motore in posizione anteriore-trasversale. Possiede sospensioni anteriori a ruote indipendenti McPherson e posteriori a ruote indipendenti Multilink e barra stabilizzatrice. I freni anteriori sono a disco ventilati e i posteriori a disco.
Di serie tutti i modelli possiedono sei airbag, ABS ed EBD, controllo di stabilità e di trazione. La scocca è stata anch'essa sviluppata da Bentler ed è realizzata con acciai ad alta resistenza da 1600 MPa nella zona frontale e nei montanti A e B, e con acciai a deformazione programmata nel restante dello scheletro.
La gamma motori al debutto era composta da un unico propulsore a quattro cilindri benzina 1.5 Acteco 16 valvole turbo erogante 156 cavalli abbinato ad un cambio manuale a 6 rapporti o automatico CVT con possibilità di impostare nove rapporti nella modalità sequenziale.
Nel 2019 si aggiunge un secondo motore 1.6 a benzina Acteco TGDI turbo a iniezione diretta 16V erogante 197 cavalli e abbinato ad una nuova trasmissione DCT automatica a doppia frizione a sette rapporti prodotta da Getrag.

## Tiggo 8 Plus/DR 7.0

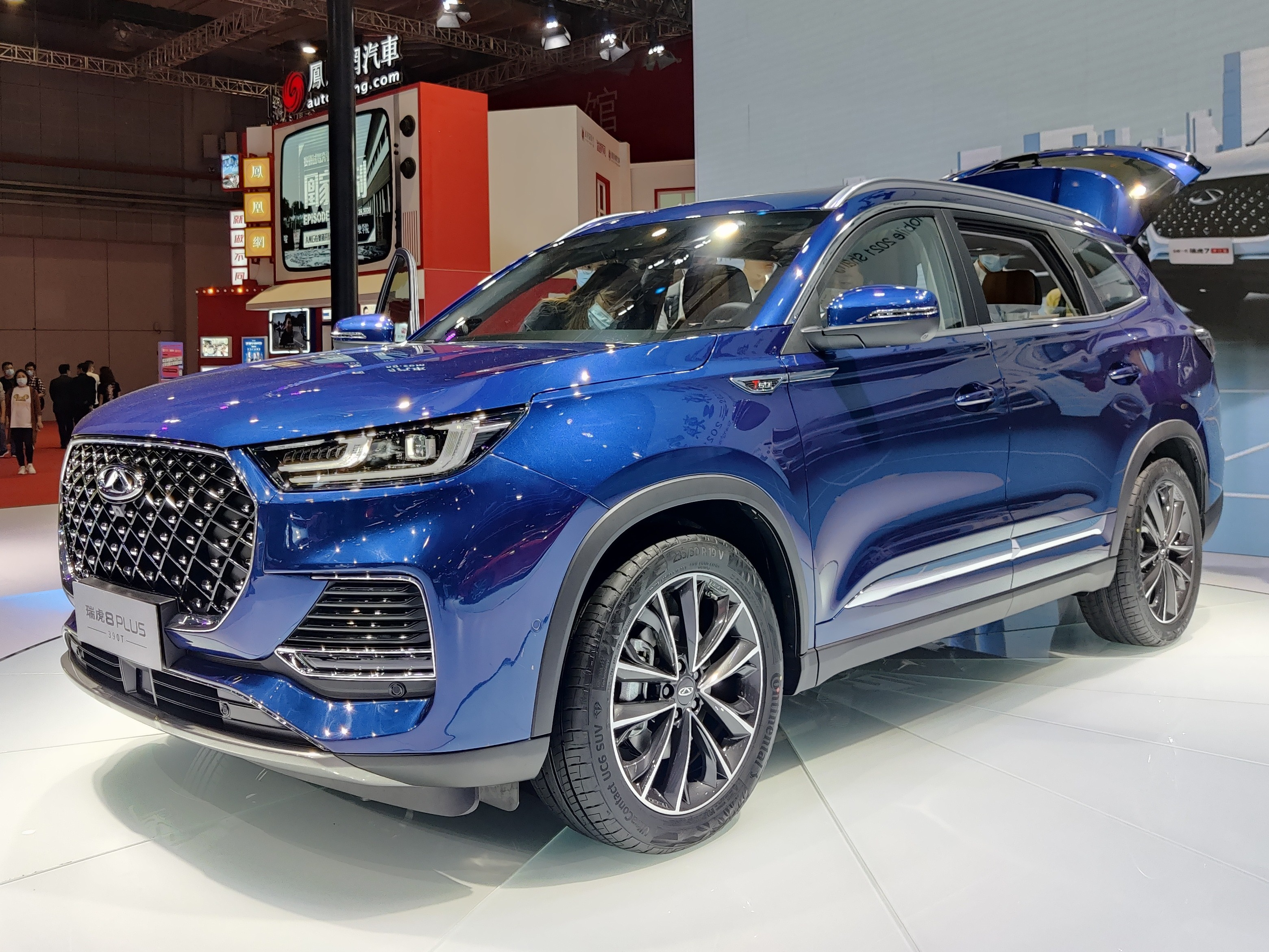
Tiggo 8 Plus

La Tiggo 8 Plus (codice progettuale T1D) è una versione ristilizzata della Tiggo 8 che presenta un nuovo frontale e una nuova coda; tale modello non sostituisce la precedente versione ma va ad affiancarla posizionandosi più in alto in termini si prezzi e dotazioni. Presenta un frontale inedito con nuova calandra esagonale, nuovi fanali a trapezio più spigolosi nello stile e nuovi paraurti con prese d’aria maggiorate. Al posteriore cambia il portellone con nuovi fanali singoli e i paraurti. L’interno resta invece quello della Tiggo 8 versione restyling con i tre schermi LCD di cui due touchscreen (infotainment e impianto di climatizzazione). Venne presentata al salone di Shanghai edizione 2020 nelle versioni con abitacolo a cinque e sette posti. La gamma motori si compone del 1.5 turbo benzina quattro cilindri a fasatura variabile Mild hybrid con sistema a BSG 48V che eroga 156 cavalli e 230 Nm di coppia a 1750 giri/min accoppiato al cambio CVT e alla trazione anteriore e il secondo motore è il 1.6 turbo a iniezione diretta e fasatura variabile che eroga 197 cavalli e 290 Nm di coppia massima a 2000 giri/min abbinato al cambio a doppia frizione a sette rapporti e alla trazione anteriore.
Nel marzo del 2021 incomincia ad essere esportata in Russia ribattezzata Tiggo 8 Pro e la gamma motori per tale mercato si compone del 1.6 turbo con potenza ridotta a 186 cavalli omologato Euro 5 e da un 2.0 litri turbo a iniezione multipoint erogante 170 cavalli e 250 Nm di coppia a 1750 giri/min accoppiato al cambio CVT ed omologato Euro 6.
Sportequipe ha presentato al Salone dell'automobile di Parigi 2022 lo Sportequipe 8 Hybrid Plug-in, derivato dal cinese Chery 8 Pro Max.